# ميتاون
ميتاون (بالإنجليزية: Maytown)‏ هي مدينة أمريكية تقع في ولاية ألاباما.تبلغ مساحة هذه المدينة 7.1 (كم²) .

## السكان
يبلغ عدد سكانها 435 نسمة حسب إحصاء سنة 2010 م، تشير الإحصاءات بأن الكثافة السكانية في هذه المدينة تقدر بـ(61.3) نسمة/كم2.